# Pontchardon
Pontchardon (pɔ̃.ʃaʁ.dɔ̃ⓘ) es una población y comuna francesa, situada en la región de Baja Normandía, departamento de Orne, en el distrito de Argentan y cantón de Vimoutiers.

## Demografía
| 386 | 405 | 487 | 412 | 311 | 310 |
| Para los censos de 1962 a 1999 la población legal corresponde a la población sin duplicidades (Fuente: INSEE [Consultar]) |     |     |     |     |     |